# Creu de Tragó de Noguera
La Creu de Tragó de Noguera també nomenada Calvari de Tragó de Noguera és una escultura de fusta policromada que data del segle xiii, procedent d'un antic poble de la Noguera, Tragó de Noguera. Representa la crucifixió de Jesús, al costat de Crist en els extrems horitzontals de la creu apareixen la Verge Maria i Sant Joan, a la part inferior de la creu hi ha representat Adam.
Actualment es troba en dipòsit al Museu Diocesà de Lleida provinent del Museu Nacional d'Art de Catalunya.

## Origen
L'escultura va ser adquirida per Oleguer Junyent el 1912. No és coneguda la seva procedència exacta però hi ha diverses opinions. Folch i Torres atribueix l'obra a un taller de Navarra mentre que Rafael Bastardes el situa en el poble de Tragó de Noguera però sense especificar els motius. Bastardes relaciona l'obra amb el taller d'Urgell segons la manera en com està realitzada la barba i el bigoti, la primera està realitzada amb rínxols i el segon amb el contorn recte i acabats caragolats.

## Descripció
Escultura tallada en fusta policromada que representa el calvari de Crist en la creu. Aquest Crist és del tipus sofrent i està representat amb els ulls tancats, porta una corona al cap que s'inclina cap al costat dret. Els braços estan semi inclinats característics del taller d'Urgell i de la Catalunya occidental i només vesteix un perizoni (perizonium) sense nus . La zona pectoral està enfonsada, és un cas excepcional per què la majoria d'escultures de Crist sofrent tenen el pectoral pla o sobresortit. Té les cames en paral·leles i en cada peu realitzat amb gran detallisme un clau que juntament amb els dos claus de les mans conformen el que s'anomena un Crist de quatre claus.
Als extrems horitzontals de la creu hi ha dues figures de 29 cm. cada una. A la banda dreta hi ha la Verge Maria amb el cap cobert i inclinat cap a l'esquerra, les mans estan sobre la faldilla i va calçada, element molt tradicional en les talles romàniques. Al costat esquerre hi ha la figura de Sant Joan Evangelista molt deteriorada, recolza el cap sobre la mà dreta i amb l'esquerra porta un llibre i va descalç.
A la part inferior de la creu hi ha Adam ressuscitant tot i que aquesta part està molt malmesa. A la part superior s'observen dos orificis que devien sustentar dues figures: la personificació del Sol i la Lluna.
La creu descansa sobre un peu en forma de capitell. Tota la creu té una depressió central que conté elements decoratius a base de volutes i palmetes trilobades. Els extrems de la creu tenen acabats en forma de flor de lis.
El revers de la creu també conserva la policromia i al centre apareix la representació de l'anyell místic (agnus dei), en algunes ocasions apareix acompanyat del tetramorf tot i que aquest no és el cas.
La bona conservació de la policromia permet la lectura d'algunes de les inscripcions realitzades amb color daurat. A la part superior es pot llegir: IHESUS NAZARENUS REX IUDEORUM (Jesús de Natzaret, Rei dels Jueus). Entre la figura de Maria i el braç de Crist apareix una segona inscripció que diu MARIA la que ha permès identificar la figura de la Mare de Déu.